# Tsunenori Aoki
Tsunenori Aoki (青木 玄徳 Aoki Tsunenori?,  Prefectura de Saitama, Japón, 19 de octubre de 1987) es un actor y modelo japonés, afiliado a Badass Promotion. Entre 2011 y 2018, estuvo afiliado a la agencia Dolce Star.

## Biografía
Aoki nació el 19 de octubre de 1987 en la prefectura de Saitama, Japón. Después de la muerte de su padre en 2007, se vio obligado a realizar numerosos trabajos a tiempo parcial para apoyar económicamente a su madre y hermana. Mientras trabajaba como servidor de champaña en una exhibición de autos, fue reclutado por el presidente de la agencia de talentos Dolce Star.
Inicialmente Aoki comenzó trabajando como modelo, pero también desarrolló interés en convertirse en actor. Hizo su debut actoral interpretando a Keigo Atobe en la segunda temporada de la adaptación a musical de The Prince of Tennis, una popular serie de manga y anime, en 2011.

## Vida personal

### Arresto
El 5 de abril de 2018, Aoki fue arrestado tras ser acusado de asaltar a una mujer en sus treinta años en Setagaya y agarrar sus senos. El incidente tuvo lugar el 4 de abril y Aoki fue liberado un día después de su arresto, el 6 de abril. El 20 de abril, fue nuevamente arrestado por asalto indecente a otra mujer, dicho incidente ocurrió la misma noche que el anterior. En ambas ocasiones, Aoki afirmó que estaba ebrio y no recordaba lo sucedido. Imágenes captadas por una cámara de seguridad revelaron que Aoki asaltó a cuatro mujeres diferentes en un lapso de 30 minutos, después de salir de un restaurante en estado de ebriedad alrededor de la 1 a. m.
Los cargos contra Aoiki fueron retirados el 27 de abril. Como consecuencia de lo sucedido, Aoki fue despedido por su agencia, Dolce Star, y fue reemplazado en varios de sus proyectos. El actor Yūichi Nakamura lo reemplazó en la película Koi no Shizuku, mientras que Kōhei Murakami lo hizo en su papel en la obra teatral Messiah: Engraved Moonlight. También sufrió la cancelación de una de sus películas, Yamikin Dogs 9, y el estreno del filme Patalliro! fue pospuesto hasta el 28 de junio de 2019.

## Filmografía

### Televisión
| Año  | Título                   | Papel                            | Cadena   | Notas           | Ref.   |
| ---- | ------------------------ | -------------------------------- | -------- | --------------- | ------ |
| 2013 | Garo: Yami o Terasu Mono | Aguri Kusugami                   | TV Tokyo |                 |        |
| 2013 | Hōkago Groove            | Estudiante                       | TBS      | Episodio 8      |        |
| 2013 | Keiji no Manazashi       | Koji Sawada                      | TBS      | Episodio 8      |        |
| 2013 | Kamen Rider Gaim         | Ryoma Sengoku / Kamen Rider Duke | TV Asahi | Episodio 7 a 43 | [ 12 ] |
| 2017 | Nekonin                  | Sanosuke                         |          |                 |        |

### Películas
| Año  | Título                                                                            | Papel                                  | Notas |
| ---- | --------------------------------------------------------------------------------- | -------------------------------------- | ----- |
| 2013 | Kamen Raidā × Kamen Raidā Gaimu Ando Wizādo Tenkawakeme no Sengoku Mūbī Daigassen | Ryoma Sengoku                          |       |
| 2014 | Gekijōban Kamen Raidā Gaimu Sakkā Daikessen! Ōgon no Kajitsu Sōdatsu Kappu!       | Ryoma Sengoku / Kamen Rider Duke       |       |
| 2014 | Kamen Raidā × Kamen Raidā Doraibu Ando Gaimu Mūbī Taisen Furu Surottoru           | Mecha Ryoma Sengoku / Kamen Rider Duke |       |
| 2015 | Yamikin Dogs                                                                      | Tsukasa Sudo                           |       |
| 2015 | Mr. Max Man                                                                       | Shin Fukuhara                          |       |
| 2016 | Yamikin Dogs 2                                                                    | Tsukasa Sudo                           |       |
| 2016 | Yamikin Dogs 3                                                                    | Tsukasa Sudo                           |       |
| 2016 | Corpse Party: Book of Shadows                                                     | Yuuya Kizami                           |       |
| 2016 | Intern!                                                                           | Naoki Tachibana                        |       |
| 2016 | Yamikin Dogs 4                                                                    | Tsukasa Sudo                           |       |
| 2017 | Yamikin Dogs 5                                                                    | Tsukasa Sudo                           |       |
| 2017 | Kurawanka!                                                                        |                                        |       |
| 2017 | Tantei wa, Konya mo Yuuutsuna Yume wo Miru                                        | Shoji Aoi                              |       |
| 2017 | Tsuioku Dance                                                                     |                                        |       |
| 2017 | Yamikin Dogs 6                                                                    | Tsukasa Sudo                           |       |
| 2017 | Yamikin Dogs 7                                                                    | Tsukasa Sudo                           |       |
| 2018 | Yamikin Dogs 8                                                                    | Tsukasa Sudo                           | TBA   |
| 2018 | Yamikin Dogs 9                                                                    | Tsukasa Sudo                           | TBA   |
| 2018 | Drop of Love                                                                      |                                        | TBA   |

### Teatro
| Año       | Título                         | Papel                    | Notas |
| --------- | ------------------------------ | ------------------------ | ----- |
| 2011-2014 | The Prince of Tennis           | Keigo Atobe              |       |
| 2012      | Funny Bunny -Bird and Sad Sky- |                          |       |
| 2012      | Junkers Come Here              |                          |       |
| 2012      | Rhythmic Town                  |                          |       |
| 2013      | Tropical Boys                  |                          |       |
| 2013      | Zettai Kareshi                 | Night                    |       |
| 2014      | Ocean Light                    |                          |       |
| 2015      | Mononofu Series                |                          |       |
| 2015      | Ribon no Kishi                 | Capitán Blood            |       |
| 2016      | Love Letters                   |                          |       |
| 2016      | Patalliro!                     | Jack Barbarossa Bancoran |       |
| 2017      | Satomi Hakkenden               | Dosetsu Inuyama          |       |
| 2018      | Patalliro! Stardust Plan       | Jack Barbarossa Bancoran |       |